# 강화 사기리 탱자나무
강화 사기리 탱자나무(江華 砂器里 탱자나무)는 인천광역시 강화군 화도면 사기에 있는 탱자나무다. 조선 인조 때 심어진 것으로 추정되어 현재까지 약 400년을 넘게 강화도를 지키고 있는 탱자나무는 1962년 12월 3일 대한민국의 천연기념물 제79호로 지정되기도 했다.

## 개요
탱자나무는 주로 영·호남지방에 분포하며 일본·중국에서도 자란다. 우리나라와 일본의 나무는 중국에서 전래된 것으로 추측되고 있다. 열매와 껍질은 약재로 사용되며 줄기에 가시가 나 있어 과수원 울타리용으로 적합하다.
강화 사기리 탱자나무의 나이는 약 400살 정도로 추정되며, 높이는 3.56m, 뿌리부분 둘레 2.2m이다. 가지의 굵기로 미루어 볼 때 매우 컸던 것으로 추측되지만 현재 대부분 가지가 죽고 동쪽 가지만 살아 있다.
강화도는 고려 고종(재위 1213∼1259)이 몽고의 침입을 피해 있었던 곳이며, 조선 인조(재위 1623∼1649)도 정묘호란(1627) 때 난을 피했던 장소이다. 이 때 외적을 막는 수단으로 강화도에 성을 쌓고, 성 바깥쪽에 탱자나무를 심어서 외적이 쉽게 접근하지 못하도록 했다고 한다. 이 탱자나무는 그 때 심은 것이 살아남은 것으로 추측된다.
강화 사기리의 탱자나무는 우리 조상들이 외적의 침입에 대비하여 심은 국토방위의 유물로서 역사성을 지니고 있으며, 탱자나무가 자랄 수 있는 가장 북쪽 한계선인 강화도에 자리하고 있어 천연기념물로 지정하여 보호하고 있다.

## 같이 보기
- 탱자나무

## 참고 자료
- 강화 사기리 탱자나무 - 국가유산청 국가유산포털